# Deogarh
Deogarh (hindi देओगढ़) je selo u Indiji, smješteno u blizini grada Lalitpur u državi Uttar Pradesh. Nalazi se u blizini nekadašnje granice s kneževinom Gwalior, čija teritorija čini današnju državu Madhya Pradesh. Poznato je po nizu spomenika iz doba carstva Gupta, smještenih na brdu gdje se nalazila tvrđava na desnoj obali rijeke Betwa. Mnogi od tih spomenika su hinduističkog i džainističkog podrijetla.
Od njih je najpoznatiji hram posvećen Gospodaru Višnuu, sagrađen u doba Gupta, danas poznat pod imenom Hram Dashavatara, a koji predstavlja najstariji Panchyatana u Sjevernoj Indiji. U njemu je prikazano deset inkarnacija Višnua. 
- Hram Dashavatara.
- Shantinath.

## Vanjske poveznice
- Google maps